# Cantonul Auzon
Cantonul Auzon este un canton din arondismentul Brioude, departamentul Haute-Loire, regiunea Auvergne, Franța.

## Comune
- Agnat
- Auzon (reședință)
- Azérat
- Champagnac-le-Vieux
- Chassignolles
- Frugerès-les-Mines
- Lempdes-sur-Allagnon
- Saint-Hilaire
- Saint-Vert
- Sainte-Florine
- Vergongheon
- Vézézoux